# Francesco Cherubini
Francesco Cherubini (ur. w 1585 w Ostrze, zm. 24 kwietnia 1656 w Senigallii) – włoski kardynał.

## Życiorys
Urodził się w 1585 roku Ostrze. Studiował w Rzymie, gdzie uzyskał doktorat utroque iure. 7 października 1647 roku został kreowany kardynałem prezbiterem i otrzymał kościół tytularny San Giovanni a Porta Latina. 2 sierpnia 1655 roku został wybrany biskupem Senigallii, a sześć dni później przyjął sakrę. Zmarł 24 kwietnia 1656 roku w Senigallii.